# Fußball-Bundesliga 2017-2018 (Austria)
La Fußball-Bundesliga 2017-2018 (chiamata ufficialmente tipp-3 Bundesliga powered by T-Mobile per motivi di sponsorizzazione) è stata la 106ª edizione del campionato di calcio austriaco. Il Salisburgo ha vinto il trofeo per la dodicesima volta nella sua storia.

## Stagione

### Novità
Il Salisburgo è la squadra campione in carica, il Ried è retrocesso nella Erste Liga e promossa in Fußball-Bundesliga è la squadra del LASK Linz.

### Formula
Il campionato prevede un girone all'italiana con doppie partite d'andata e ritorno, per un totale di 36 giornate. Le 10 squadre partecipanti incontrano le avversarie 4 volte, 2 in casa e 2 in trasferta.
Al termine della stagione, le squadre 1ª e 2ª classificate ottengono la qualificazione all'edizione successiva della Champions League, partendo dal secondo e terzo turno preliminare.
In Europa League si qualificano la 3ª classificata (partendo dal secondo turno preliminare) e la 4ª classificata (partendo dal primo turno preliminare).
La 10ª ed ultima classificata effettuerà uno spareggio/retrocessione contro la terza in Erste Liga.

## Squadre partecipanti
| Club             | Città        | Stadio                 | Posizione 2016-2017    | Dettaglio |
| ---------------- | ------------ | ---------------------- | ---------------------- | --------- |
| Admira Wacker M. | Mödling      | Bundesstadion Südstadt | 6º posto               | 2017-2018 |
| Altach           | Altach       | Cashpoint-Arena        | 4º posto               | 2017-2018 |
| Austria Vienna   | Vienna       | Franz Horr             | 2º posto               | 2017-2018 |
| LASK             | Pasching     | Waldstadion            | 1º posto in Erste Liga | 2017-2018 |
| Mattersburg      | Mattersburg  | Pappelstadion          | 7º posto               | 2017-2018 |
| Rapid Vienna     | Vienna       | Gerhard Hanappi        | 5º posto               | 2017-2018 |
| Salisburgo       | Salisburgo   | Wals-Siezenheim        | Campione d'Austria     | 2017-2018 |
| St. Pölten       | Sankt Pölten | NV Arena               | 9º posto               | 2017-2018 |
| Sturm Graz       | Graz         | Graz-Liebenau          | 3º posto               | 2017-2018 |
| Wolfsberger      | Wolfsberg    | Lavanttal Arena        | 8º posto               | 2017-2018 |

## Allenatori
| Club                  | Allenatore                                 |
| --------------------- | ------------------------------------------ |
| Admira Wacker Mödling | Damir Burić (esonerato) Ernst Baumeister   |
| Altach                | Klaus Schmidt                              |
| Austria Vienna        | Thorsten Fink                              |
| LASK Linz             | Oliver Glasner                             |
| Mattersburg           | Gerald Baumgartner                         |
| Rapid Vienna          | Goran Djuričin                             |
| Salisburgo            | Marco Rose                                 |
| St. Pölten            | Jochen Fallmann (esonerato) Oliver Lederer |
| Sturm Graz            | Franco Foda                                |
| Wolfsberger AC        | Heimo Pfeifenberger                        |

## Classifica finale
|                    | Pos. | Squadra          | Pt | G  | V  | N  | P  | GF | GS | DR  |
| ------------------ | ---- | ---------------- | -- | -- | -- | -- | -- | -- | -- | --- |
| Austria (bandiera) | 1.   | Salisburgo       | 83 | 36 | 25 | 8  | 2  | 81 | 29 | +52 |
|                    | 2.   | Sturm Graz       | 70 | 36 | 22 | 4  | 10 | 68 | 45 | +23 |
|                    | 3.   | Rapid Vienna     | 62 | 36 | 17 | 11 | 8  | 68 | 43 | +25 |
|                    | 4.   | LASK             | 57 | 36 | 17 | 6  | 13 | 49 | 41 | +8  |
|                    | 5.   | Admira Wacker M. | 51 | 36 | 15 | 6  | 15 | 59 | 66 | -7  |
|                    | 6.   | Mattersburg      | 46 | 36 | 12 | 10 | 14 | 50 | 56 | -6  |
|                    | 7.   | Austria Vienna   | 43 | 36 | 12 | 7  | 17 | 51 | 55 | -4  |
|                    | 8.   | Altach           | 38 | 36 | 10 | 8  | 18 | 35 | 51 | -16 |
|                    | 9.   | Wolfsberger      | 33 | 36 | 8  | 9  | 19 | 31 | 57 | -26 |
|                    | 10.  | St. Pölten       | 20 | 36 | 5  | 5  | 26 | 28 | 77 | -49 |

Legenda:

      Campione d'Austria e ammessa alla UEFA Champions League 2018-2019
      Ammessa al terzo turno preliminare di UEFA Champions League 2018-2019
      Ammesse alla UEFA Europa League 2018-2019
 Ammessa allo spareggio promozione-retrocessione
Note:

Tre punti a vittoria, uno a pareggio, zero a sconfitta.
In caso di arrivo di due o più squadre a pari punti, la graduatoria verrà stilata secondo la classifica avulsa tra le squadre interessate che prevede, in ordine, i seguenti criteri:
- Punti negli scontri diretti
- Differenza reti negli scontri diretti
- Differenza reti generale
- Reti realizzate in generale
- Sorteggio

## Risultati
|                       | Awm  | Alt  | Auv  | LASK | Mat  | Rav    | Sal  | Spo  | Stg  | Wol    |
| --------------------- | ---- | ---- | ---- | ---- | ---- | ------ | ---- | ---- | ---- | ------ |
| Admira Wacker Modling | –––– | 4-1  | 1-3  | 4-2  | 2-0  | 3-1    | 1-1  | 1-0  | 2-1  | 0-0    |
| Altach                | 2-2  | –––– | 3-0  | 2-4  | 1-0  | 2-2    | 0-1  | 3-0  | 1-2  | 3-2    |
| Austria Vienna        | 2-3  | 2-0  | –––– | 2-0  | 1-3  | 0-1    | 1-1  | 5-1  | 2-3  | 2-2    |
| LASK                  | 3-0  | 0-0  | 2-2  | –––– | 2-2  | 1-2    | 1-3  | 2-0  | 2-1  | 2-0    |
| Mattersburg           | 0-5  | 1-0  | 1-3  | 1-0  | –––– | 0-1    | 1-2  | 1-1  | 2-3  | 1-0    |
| Rapid Vienna          | 1-0  | 1-2  | 2-2  | 1-0  | 2-2  | ––––\| | 2-3  | 1-0  | 1-2  | 4-2    |
| Salisburgo            | 5-1  | 2-0  | 0-0  | 1-1  | 2-0  | 2-2    | –––– | 5-1  | 5-0  | 2-1    |
| Sankt Pölten          | 1-1  | 1-2  | 1-0  | 0-1  | 0-0  | 1-4    | 1-3  | –––– | 0-3  | 0-0    |
| Sturm Graz            | 6-1  | 0-0  | 3-0  | 1-0  | 3-2  | 0-0    | 1-0  | 3-2  | –––– | 2-1    |
| Wolfsberger           | 2-0  | 1-0  | 1-2  | 0-0  | 2-2  | 0-0    | 0-2  | 2-1  | 0-2  | ––––\| |

|                       | Awm  | Alt  | Auv  | LASK | Mat  | Rav    | Sal  | Spo  | Stg  | Wol    |
| --------------------- | ---- | ---- | ---- | ---- | ---- | ------ | ---- | ---- | ---- | ------ |
| Admira Wacker Modling | –––– | 3-1  | 2-1  | 0-1  | 1-1  | 2-1    | 2-6  | 0-2  | 2-4  | 4-2    |
| Altach                | 1-2  | –––– | 1-0  | 0-2  | 1-1  | 0-0    | 0-1  | 1-3  | 0-0  | 2-1    |
| Austria Vienna        | 0-0  | 2-1  | –––– | 1-3  | 2-3  | 0-4    | 4-0  | 4-0  | 1-0  | 2-0    |
| LASK                  | 2-1  | 2-0  | 1-0  | –––– | 3-1  | 0-2    | 1-0  | 2-1  | 0-2  | 1-3    |
| Mattersburg           | 3-2  | 0-1  | 2-1  | 2-1  | –––– | 2-4    | 2-2  | 1-1  | 1-0  | 5-1    |
| Rapid Vienna          | 4-1  | 4-1  | 1-1  | 2-0  | 2-2  | ––––\| | 1-4  | 2-1  | 1-1  | 5-1    |
| Salisburgo            | 2-1  | 3-1  | 5-0  | 0-0  | 1-0  | 1-0    | –––– | 4-0  | 4-1  | 2-0    |
| Sankt Pölten          | 1-2  | 1-2  | 2-0  | 1-3  | 0-3  | 0-5    | 0-2  | –––– | 1-5  | 0-1    |
| Sturm Graz            | 2-0  | 1-0  | 0-2  | 3-1  | 3-0  | 4-2    | 2-4  | 3-2  | –––– | 0-1    |
| Wolfsberger           | 1-3  | 0-0  | 2-1  | 0-3  | 0-2  | 0-0    | 0-0  | 0-1  | 2-1  | ––––\| |

## Spareggio promozione-retrocessione
|                 | Risultati |                 | Luogo e data                    |
| --------------- | --------- | --------------- | ------------------------------- |
| Wiener Neustadt | 0-2       | St. Pölten      | Wiener Neustadt, 31 maggio 2018 |
| St. Pölten      | 1-1       | Wiener Neustadt | Sankt Pölten, 3 giugno 2018     |

## Classifica marcatori
| Gol |  |  | Giocatore             | Squadra          |
| --- |  |  | --------------------- | ---------------- |
| 22  |  |  | Munas Dabbur          | Salisburgo       |
| 20  |  |  | Deni Alar             | Sturm Graz       |
| 16  |  |  | Smail Prevljak        | Mattersburg      |
| 12  |  |  | Christoph Knasmüllner | Admira Wacker M. |
| 12  |  |  | Stefan Schwab         | Rapid Vienna     |
| 11  |  |  | Fredrik Gulbrandsen   | Salisburgo       |
| 10  |  |  | Raphael Holzhauser    | Austria Vienna   |
| 10  |  |  | Giorgi Kvilitaia      | Rapid Vienna     |
| 10  |  |  | Thomas Murg           | Rapid Vienna     |
| 9   |  |  | Peter Michorl         | LASK             |